# روبرت إم. هانسون
روبرت إم. هانسون (بالإنجليزية: Robert M. Hanson)‏ هو طيار وضابط أمريكي، ولد في 4 فبراير 1920 في لكناو في الهند، وتوفي في 3 فبراير 1944 في Cape St. George ‏ في بابوا غينيا الجديدة بسبب قتل في المعركة.